# Kanfanar
Kanfanar (Italiaans: Canfanaro) is een gemeente in gelegen in het binnenland van de Kroatische provincie Istrië.
Kanfanar telt 1457 inwoners. De oppervlakte bedraagt 58 km², de bevolkingsdichtheid is 25,1 inwoners per km².

## Omgeving
Vlak bij Kanfanar ligt het knooppunt Kanfanar waar de wegen A8/B8 en A9/B9 bij elkaar komen. Het knooppunt is het middelpunt van de Istrische Y die zo genoemd wordt, omdat op de kaart gezien de twee snelwegen een Y vormen.
Aan de noordkant van Kanfanar liggen, verscholen in het uiterste puntje van het dal van de Lim, de ruïnes van Dvigrad, een verlaten stad.
Steden (gradovi): Pazin · Buje · Buzet · Labin · Novigrad · Poreč · Pula · Rovinj · Umag · Vodnjan

Gemeenten (općine): Bale · Barban · Brtonigla · Cerovlje · Fažana · Funtana · Gračišće · Grožnjan · Kanfanar · Karojba · Kaštelir-Labinci · Kršan · Lanišće · Ližnjan · Lupoglav · Marčana · Medulin · Motovun · Oprtalj · Pićan · Raša · Sveti Lovreč · Sveta Nedelja · Sveti Petar u Šumi · Svetvinčenat · Tar-Vabriga · Tinjan · Višnjan · Vižinada · Vrsar · Žminj